# Störitzsee (Grünheide (Mark))
Störitzsee ist ein Wohnplatz der Gemeinde Grünheide (Mark) im Landkreis Oder-Spree in Brandenburg.

## Geografische Lage

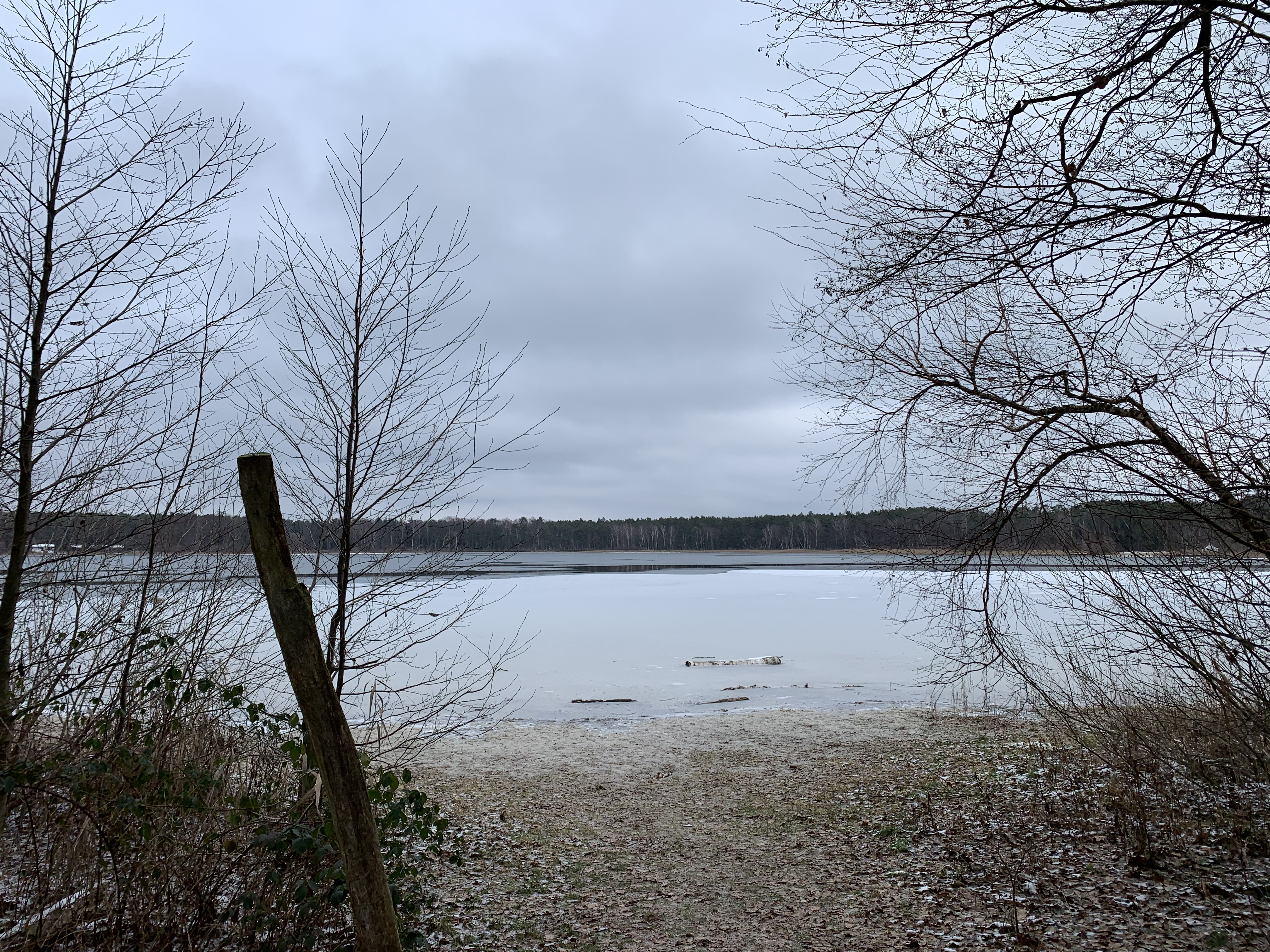
Störitzsee

Der Wohnplatz liegt am nördlichen Ufer des gleichnamigen Störitzsees in einem Waldgebiet, das sich südlich auf der Gemarkung von Grünheide (Mark) erstreckt. Rund 1,7 km südöstlich befindet sich der bewohnten Gemeindeteil Neu Mönchwinkel, südlich Spreewerder und südwestlich der Grünheider Ortsteil Spreeau.

## Geschichte
Zur Mitte des 18. Jahrhunderts war am Störitzsee ein Forstetablissement entstanden, das zunächst keinen Namen trug. Erstmals erwähnt wurde der Ort am Steritz, am Staeritzsee im Jahr 1764, als der Teerschweler Christian Stein aus Sieverslake beim Amt Rüdersdorf die Kruggerechtigkeit „am Störitz bei seinem Haus am Störitzsee“ erbat. Er erhielt daraufhin vom Amt eine erbliche Überlassung zugesichert und das Recht, Personen zu beherbergen. Der Name leitet sich aus dem altpolabischen star ab und bedeutet so viel wie mit Rundung.
Im Jahr 1801 gab es einen Krug, der „1 1⁄4 Meile von Rüdersdorf in dem Rüdersdorfer Forst“ lag; dort betrieb der Teerschwerler mit vier weiteren Personen eine Feuerstelle (= Haushalt). Der Krug wurde 1817 erneut mit vier Personen erwähnt, 1840 ein Forsthaus sowie ein Wohnhaus. Bis 1860 waren ein Wohn- und zwei Wirtschaftsgebäude entstanden, das als Forsthaus Störitz im Schutzbezirk Storkowfort des Forstreviers Rüdersdorf bezeichnet und von sieben Personen belegt war (1857). Ein Antrag auf Mutung im Forstgehöft von Störitz im Jahr 1869 führte zu keinen nachweisbaren, bergbaulichen Aktivitäten. Ende des 18. Jahrhunderts hatte der Besitzer des Kruges gewechselt. Er hieß nun Baschin, der einen Antrag stellte, Amtsforstland zu erhalten. Störitzsee kam im Jahr 1899 zur Osterförsterei Erkner. Der Wohnplatz bestand auch im 20. Jahrhundert fort und wurde 1927 und 1931 als Forsthaus erwähnt. Die Eingemeindung nach Spreeau erfolgte im Jahr 1929 und wurde dort ab 1932 als Wohnplatz geführt. Im Jahr 1969 war Störitzsee der Sitz der Revierförsterei Störitz des Staatlichen Forstwirtschaftsbetriebs Hangelsberg.
Im 21. Jahrhundert befindet sich am südöstlichen Ufer ein 18 Hektar großes Kinder-, Jugend- und Familiencamp.